# Rhizoecus gracilis
Rhizoecus gracilis är en insektsart som beskrevs av Mckenzie 1961. Rhizoecus gracilis ingår i släktet Rhizoecus och familjen ullsköldlöss. Inga underarter finns listade i Catalogue of Life.